# スターゲイトホテル関西エアポート

スターゲイトホテル関西エアポート（SiSりんくうタワー内）

スターゲイトホテル関西エアポート（スターゲイトホテルかんさいエアポート、英語: STAR GATE HOTEL KANSAI AIRPORT）は、大阪府泉佐野市に所在するシティホテル。
ここでは同一施設で2011年6月30日まで営業していた全日空ゲートタワーホテル大阪についても述べる。

## 概要
1994年開業の関西国際空港対岸に位置するりんくうタウン地区に、大阪府出資の第三セクター「りんくうゲートタワービル株式会社（以下、ゲートタワービル社）」が建設に当たった西日本最高層の256mを誇る超高層ビルの「りんくうゲートタワービル(GTB)」核施設として、空港開業から2年後の1996年10月1日に「全日空ゲートタワーホテル大阪（ANA GATE TOWER HOTEL OSAKA=ANA GTH=）」として開業。JR関西空港線と南海空港線が乗入れる「りんくうタウン駅」とはペデストリアンデッキで直結している。低層階はロビーや宴会場・会議場など諸施設、28階に屋外チャペル、29〜50階までが客室、52〜54階はレストラン・バー・宴会場となっている。2002年3月末までは、全日空の国内線自動チェックイン機が設置されていた。
ホテル以外の8〜27階は「りんくうゲートタワービル」（現：SiSりんくうタワー）としての各企業や団体が入居する賃貸オフィス（後にオフィスの大部分が「オリエンタルスイーツ エアポート 大阪りんくう」→「オディシススイーツ大阪エアポートホテル」に改装された）であり、区画や管理企業が異なるため、入口フロアとエレベータが異なる。ホテル内の高速エレベータ（三菱電機製）は8〜27階までは通過する。
経営権の譲渡（→#経営企業）により、2011年6月30日に全日空ゲートタワーホテル大阪としては営業終了し、株式会社スターゲイトホテルへ事業承継のうえ2011年7月12日に現名称で営業開始している。
COVID-19感染拡大による訪日客減少の影響を受けて一度は2020年9月30日に閉館する事が決まっていたが、同年10月1日よりエスアイエススターゲイトホテル株式会社がスターゲイトホテル関西エアポートの運営を継承し、営業は継続されることになった。

### 経営企業
開業時から2005年1月まではゲートタワービル（GTB）社と全日空エンタプライズ（当時の全日空ホテルズ運営会社）の出資で設立されたゲートタワーホテル（GTH）株式会社がGTBからフロアを賃借し経営にあたり、運営は全日空エンタプライズに委託する形態だった。稚内市の「稚内全日空ホテル（現・サフィールホテル稚内）」などと同じく、全日空ホテルズとしては少数の第三セクター会社によって経営されていた。
しかし、ゲートタワーホテル社は平成不況が進捗する過程で開業した折、開業翌年度より経常赤字となり、後に債務超過に陥ったため2005年3月に特別清算となった（翌月、親会社のゲートタワービル社も民事再生法申請に至った）。それに伴い、同じく大阪府出資の第三セクターである大阪府都市開発が設立したグループ会社大阪りんくうホテル株式会社へ当ホテル資産や従業員と営業上の短期債権を譲渡させ、2月よりりんくうホテル社が経営に当たっている。全日空ホテルズ（2006年よりIHG・ANA）との提携関係は維持された。また、現在の運営体制となって以後、2007年から2008年3月にかけてレストラン・婚礼施設・客室のリニューアルを順次行った。
大阪りんくうホテルへの譲渡後も高額な賃料と水光熱費により赤字が続いていた為、当時の知事橋下徹の意向（ホテル親会社の大阪府都市開発の民営化構想）もあり、大阪府からホテルへの支援が打ち切られる事が決定。このため、2011年6月末で閉鎖するとし、民間譲渡先を探していた。その後、食肉卸会社「エスフーズ」の社長・村上真之助が大株主である飲食店経営会社「ダンシンダイナー」との譲渡契約が締結され、従業員の雇用も確保される事となった。
IHG・ANAホテルズと大阪りんくうホテルの間で締結されたマネジメント契約はダンシンダイナーへは継承されず、7月12日に独自名称の「スターゲイトホテル関西エアポート」として改めて開業した。（ダンシンダイナーはホテル内の飲食店舗をテナント営業）。なお大阪りんくうホテルは2013年1月に解散している。
2020年10月1日からはエスアイエススターゲイトホテル株式会社がホテル・従業員を継承し運営している。

## 沿革
- 1996年10月1日 - 全日空ゲートタワーホテル大阪、開業[1]。
- 2005年3月 - 当時の運営会社であるゲートタワーホテル株式会社が施設を大阪府都市開発子会社の大阪りんくうホテル株式会社へ譲渡し、特別清算。
- 2011年6月30日 - 全日空ゲートタワーホテル大阪、閉館。
- 2011年7月12日 - スターゲイトホテル関西エアポートとして開業。

## 施設概要
- 住所：大阪府泉佐野市りんくう往来北一番地
- 客室数：358室（29階 - 50階）
- レストラン・ラウンジ：6箇所
- 宴会場・会議室：12室
- 個室：6室
- その他：フローリスト・ビューティーサロン・ドレスサロン・フォトスタジオ など

### レストラン
- ダイニング&バー「スターゲイト」54階
- 中国料理「星龍」53階 - ANA GTH時代の名称は花梨
- 日本料理「有馬」52階 - ANA GTH時代の名称は雲海
- 鉄板焼「りんくう」52階
- しゃぶしゃぶ　52階 - ANA GTH時代の名称は「あじパラ」
- ペストリーカフェ「パティ・ステージ」2階
- スカイビアサロン「パティオ」28階（夏季のみ営業）

## アクセス

### 鉄道
JR関西空港線/南海空港線「りんくうタウン駅」徒歩2分（ペデストリアンデッキで直結）。

### シャトルバス
関西国際空港間との無料シャトルバスが1時間に1-2本程度運行。空港旅客ターミナルまで約15分。

## 著名人の来訪
- 全日空ゲートタワーホテル大阪であった当時に、1998年長野オリンピックのアメリカチームや2002 FIFAワールドカップのナイジェリアチーム、2007年世界陸上競技選手権大会事前キャンプの際のアメリカチームなどの受け入れを行った。
- ハリウッド映画『バットマン&ロビン Mr.フリーズの逆襲』公開時にはアーノルド・シュワルツェネッガーが、『ラスト サムライ』公開時にはトム・クルーズや渡辺謙らによる記者会見が行われた。